# Engenhahn
Engenhahn ist ein Ortsteil von Niedernhausen im südhessischen Rheingau-Taunus-Kreis. Der Ort liegt etwa 5 km nordwestlich von Niedernhausen im Herzen des Taunus. Am südlichen Rand der Gemarkung befindet sich das Naturschutzgebiet und FFH-Gebiet Theißtal von Niedernhausen.

## Geschichte

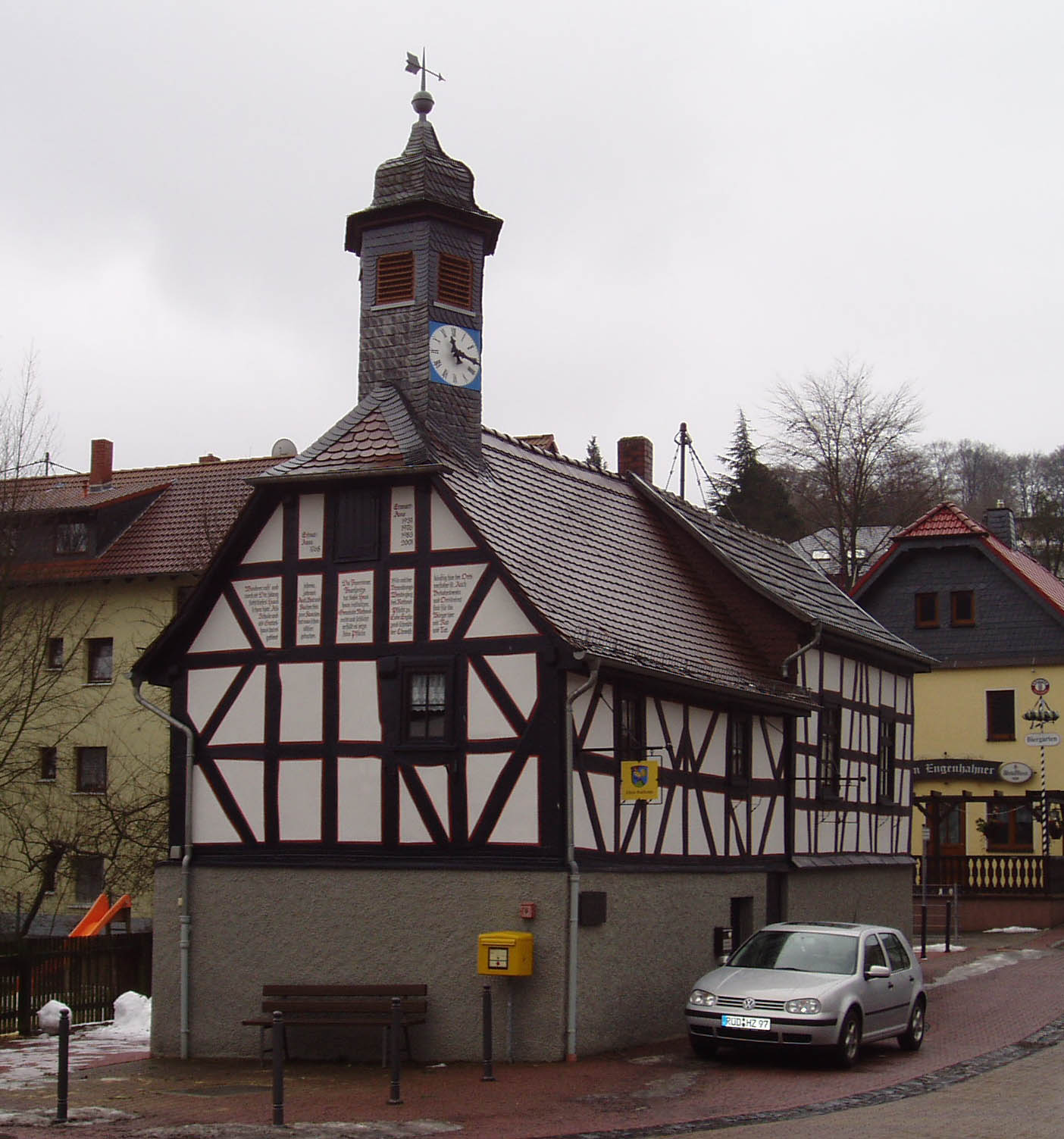
Historisches Rathaus in Engenhahn

Die älteste bekannte schriftliche Erwähnung von Engenhahn erfolgte in der Zeit um 1215–1222 unter dem Namen Honechinhan im Kopialbuch der Kirche St. Stephan in Mainz. Der Ort gehörte bis ins 19. Jahrhundert zum Herzogtum Nassau.
Am 1. Januar 1977 wurde die bisher selbständigen Gemeinden Niedernhausen, Engenhahn, Niederseelbach, Oberseelbach und Oberjosbach durch Landesgesetz die neuen Großgemeinde Niedernhausen zusammengeschlossen. Gleichzeitig wurde die Gemeinde Teil des mit selbem Datum neu gegründeten Rheingau-Taunus-Kreises mit der Kreisstadt Bad Schwalbach. Zuvor gehörte Niedernhausen zum Main-Taunus-Kreis. Für Engenhahn wurde, wie für die anderen Ortsteile, ein Ortsbezirk mit Ortsbeirat und Ortsvorsteher gebildet. Sitz der Gemeindeverwaltung blieb Niedernhausen.

## Bevölkerung
Einwohnerstruktur 2011
Nach den Erhebungen des Zensus 2011 lebten am Stichtag dem 9. Mai 2011 in Engenhahn 1278 Einwohner. Darunter waren 81 (6,3 %) Ausländer. Nach dem Lebensalter waren 243 Einwohner unter 18 Jahren, 480 zwischen 18 und 49, 291 zwischen 50 und 64 und 261 Einwohner waren älter. Die Einwohner lebten in 564 Haushalten. Davon waren 144 Singlehaushalte, 198 Paare ohne Kinder und 171 Paare mit Kindern, sowie 42 Alleinerziehende und 9 Wohngemeinschaften. In 132 Haushalten lebten ausschließlich Senioren und in 372 Haushaltungen lebten keine Senioren.
Einwohnerentwicklung
- 1566: 9 nassauische Haushaltungen[1]

| Engenhahn: Einwohnerzahlen von 1821 bis 2017 | Engenhahn: Einwohnerzahlen von 1821 bis 2017 | Engenhahn: Einwohnerzahlen von 1821 bis 2017 | Engenhahn: Einwohnerzahlen von 1821 bis 2017 | Engenhahn: Einwohnerzahlen von 1821 bis 2017 |
| --- | -------------------------------------------- | -------------------------------------------- | -------------------------------------------- | -------------------------------------------- |
| Jahr |                                              |                                              |                                              | Einwohner                                    |
| 1821 | 1821                                         |                                              | 125                                          | 125                                          |
| 1834 | 1834                                         |                                              | 180                                          | 180                                          |
| 1840 | 1840                                         |                                              | 200                                          | 200                                          |
| 1846 | 1846                                         |                                              | 210                                          | 210                                          |
| 1852 | 1852                                         |                                              | 221                                          | 221                                          |
| 1858 | 1858                                         |                                              | 235                                          | 235                                          |
| 1864 | 1864                                         |                                              | 239                                          | 239                                          |
| 1871 | 1871                                         |                                              | 252                                          | 252                                          |
| 1875 | 1875                                         |                                              | 270                                          | 270                                          |
| 1885 | 1885                                         |                                              | 231                                          | 231                                          |
| 1895 | 1895                                         |                                              | 247                                          | 247                                          |
| 1905 | 1905                                         |                                              | 295                                          | 295                                          |
| 1910 | 1910                                         |                                              | 281                                          | 281                                          |
| 1925 | 1925                                         |                                              | 314                                          | 314                                          |
| 1939 | 1939                                         |                                              | 388                                          | 388                                          |
| 1946 | 1946                                         |                                              | 430                                          | 430                                          |
| 1950 | 1950                                         |                                              | 443                                          | 443                                          |
| 1956 | 1956                                         |                                              | 409                                          | 409                                          |
| 1961 | 1961                                         |                                              | 450                                          | 450                                          |
| 1967 | 1967                                         |                                              | 683                                          | 683                                          |
| 1970 | 1970                                         |                                              | 660                                          | 660                                          |
| 1980 | 1980                                         |                                              | ?                                            | ?                                            |
| 1990 | 1990                                         |                                              | ?                                            | ?                                            |
| 2000 | 2000                                         |                                              | ?                                            | ?                                            |
| 2011 | 2011                                         |                                              | 1.278                                        | 1.278                                        |
| 2017 | 2017                                         |                                              | 1.368                                        | 1.368                                        |
| Datenquelle: Historisches Gemeindeverzeichnis für Hessen: Die Bevölkerung der Gemeinden 1834 bis 1967. Wiesbaden: Hessisches Statistisches Landesamt, 1968. Weitere Quellen: ; Zensus 2011 |                                              |                                              |                                              |                                              |

Historische Religionszugehörigkeit
| • 1885: | 033 evangelische (= 14,29 %), 198 katholische (= 85,71 %) Einwohner |
| • 1961: | 138 evangelische (= 30,67 %), 289 katholische (= 64,22 %) Einwohner |

## Wappen
Am 27. Juni 1966 wurde der Gemeinde Engenhahn im Untertaunuskreis, Regierungsbezirk Wiesbaden, ein Wappen mit folgender Blasonierung verliehen: In Blau auf grünem Boden ein rotbewehrter goldener Hahn.

## Kultur und Sehenswürdigkeiten

### Regelmäßige Veranstaltungen
Gickellauf: 
Der Gickellauf des TSV Engenhahn ist seit 1984 eine der anspruchsvollsten Laufveranstaltungen im Rhein-Main-Gebiet. Erster Sieger im Männer-Hauptlauf war 1984 der Darmstädter Läufer Robert Freimark, der zu diesem Zeitpunkt in Engenhahn wohnte. Hier schätzte er vor allem das tolle Trainingsgelände, im Winter für Skilanglauf und im Frühling für lange Läufe mit dem entsprechenden Profil.
Jedes Jahr am dritten Sonntag im September lockt der Gickellauf Hunderte von ambitionierten Läufern auf den Engenhahner Sportplatz am Höllenberg, die von der familiären Atmosphäre und den reizvollen Laufstrecken schwärmen – man sagt, die Endzeit des 20-Kilometer-Laufes mit zwei multipliziert plus zehn Minuten Aufschlag sei die Endzeit des fünf Wochen später datierten Frankfurt-Marathon. Somit stellt der Engenhahner Gickellauf einen wichtigen Testlauf in der Marathonvorbereitung dar.
Kerb:
Die Engenhahner Kerb ist ein traditionsreiches Fest. Neben dem Vergnügungspark mit Schiffschaukel und Kinderkarussell, steht vor allem die Verköstigung der Besucher mit hauseigenem Apfelwein auf dem Programm.

### Vereine
- Der Turn- und Sportverein (TSV) wurde 1977 in Engenhahn gegründet und bietet von Mutter-Kind-Turnen über Tischtennis bis hin zum fortgeschrittenen Mountainbiking eine Vielzahl von Sportarten an. Der TSV ist auch attraktiv für die Jugend, da er über viele Angebote besonders für Jugendliche verfügt (z. B. Jahresaktionen wie den Besuch des Rebstockbads in Frankfurt).
- „Kerbeborsch Engenhahn“, die Kerbegesellschaft Engenhahns.
- Die Freiwillige Feuerwehr Engenhahn wurde 1932 gegründet, die Jugendfeuerwehr dann im Jahre 1987.
- Der Verkehrs- und Verschönerungsverein Engenhahn kümmert sich um die Belange der Natur in und um Engenhahn, um die Streuobstwiesen, die offene Landschaft, um Ruhebänke und um die Grünanlagen im Ort. Auch die Jugendarbeit wird unterstützt.

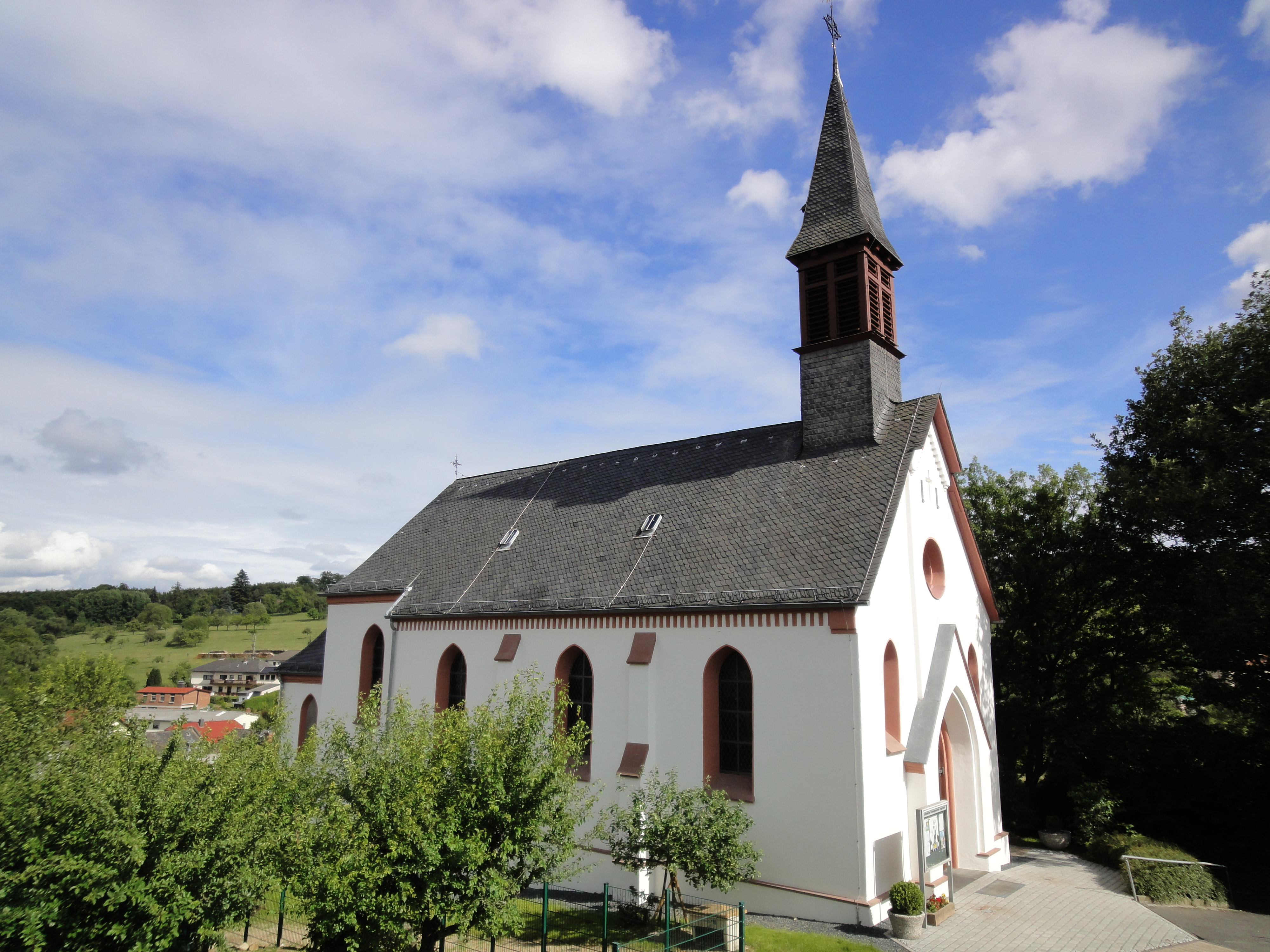
Katholische Kirche St. Martha

### Kirche
Die katholische Pfarrkirche St. Martha wurde in den Jahren 1890/91 im Westen des Dorfes errichtet.

## Wirtschaft und Infrastruktur

### Öffentliche Einrichtungen
Am östlichen Rand des Ortes befindet sich der Kindergarten Engenhahn. Trägerin der Einrichtung ist die Gemeinde Niedernhausen. Benachbart liegt das Bürgerhaus Engenhahn sowie das Feuerwehrhaus. Im Historischen Rathaus in der Ortsmitte ist ein Büro für den Ortsvorsteher (derzeit Peter Woitsch, SPD) sowie ein Vereinszimmer untergebracht. Neben dem Historischen Rathaus befindet sich der Kinderspielplatz des Ortes. Südlich oberhalb des Ortskerns liegt der Sportplatz.

### Verkehr
Durch den Ort verläuft die Landesstraße 3273, die eine Verbindung nach Taunusstein und zur Bundesstraße 275 sowie nach Niederseelbach / Niedernhausen herstellt. Durch die von der Rheingau-Taunus-Verkehrsgesellschaft (RTV) betriebene Buslinie 240 Niedernhausen – Taunusstein ist Engenhahn an das Netz des öffentlichen Nahverkehrs angeschlossen.

## Persönlichkeiten
- Wim Thoelke (1927–1995), Showmaster, lebte bis zu seinem Tod in Engenhahn und ist auf dem dortigen Friedhof bestattet
- Alfons Spiegel (1928–2004), Diplom-Sportlehrer, Journalist und Sportchef beim ZDF, lebte seit 1960 bis zu seinem Tod in Engenhahn
- Eckhard Momberger (1937–2022), Landrat des Kreises Schlüchtern.